# Virgil Sollozzo
Virgilio "Virgil" Sollozzo is een personage in het boek De Peetvader van Mario Puzo.
Sollozzo is een Italiaanse drugsbaron. Volgens de roman kan hij goed met een mes omgaan en dankt hij de bijnaam 'De Turk' aan een neus als een Turks kromzwaard, en ook omdat hij veel van zijn zaken doet in Turkije waar hij papavers kweekt. In de verfilming van Francis Ford Coppola wordt hij gespeeld door Al Lettieri.

## In de film
Sollozzo arriveert in New York en heeft de steun van de familie Tattaglia, onder meer van Bruno Tattaglia, bij zijn heroïnehandel. Hij gaat naar de familie Corleone om geld en de bescherming van de politie en rechtbanken te verkrijgen. Maar Don Vito Corleone weigert, omdat drugs volgens hem slecht zijn voor de jeugd en de buurt.
Sollozzo, ervan uitgaande dat Vito's oudste zoon en familie Corleone-onderbaas Sonny Corleone meer interesse heeft voor de heroïnehandel, besluit Vito te vermoorden. Tegelijkertijd ontvoert hij de consigliere van de familie Corleone Tom Hagen en vraagt hem Sonny ervan te overtuigen om een deal te aanvaarden en de dood van zijn vader niet te wreken. Tom Hagen waarschuwt voor een onvermijdelijke represaille door Luca Brasi, Vito's loyale lijfwacht en hitman. Buiten medeweten van Tom Hagen had Sollozzo dit echter al verwacht en Luca Brasi vermoord.
Na het gesprek van Sollozzo en Tom Hagen hoort Sollozzo van zijn mannen dat ze er alleen in geslaagd zijn om Vito Corleone te verwonden. Sollozzo stuurt mannen naar het ziekenhuis om opnieuw te proberen om Vito te vermoorden. Deze poging mislukt ook doordat Michael Corleone, toevallig op bezoek bij zijn vader, beseft wat er gebeurt. De politieagenten ter bewaking zijn weggestuurd door de corrupte politiecommissaris Mark McCluskey, die omgekocht is door Sollozzo. Michael weet samen met de bakker Enzo Aguello de indruk te wekken dat Vito nog bewaakt wordt. Michael beschuldigt McCluskey, die daarop Michaels kaak breekt. Tom Hagen verschijnt met lijfwachten om Michael op te halen en zegt dat als McCluskey Michael wil aanhouden hij de volgende ochtend voor een rechter zal moeten verschijnen.
Kort daarna wil Sollozzo een ontmoeting met Michael om de vijandelijkheden op te lossen. Onder persoonlijke bescherming van politiechef McCluskey ontmoet Sollozzo Michael in een restaurant. Sollozzo zegt in het Italiaans dat hij vrede wil. Michael is gefouilleerd vóór de vergadering, maar hij had door Clemenza een revolver laten verstoppen achter de stortbak van het toilet. Michael gaat naar het toilet om de revolver te halen en schiet na terugkeer Sollozzo en McCluskey dood.